# Manuel Veiga López
Manuel Veiga López (Alba de Tormes, Salamanca, 1935 - Cáceres, 29 de diciembre de 2010) fue un profesor y político español.

## Reseña biográfica
Establecido en Badajoz desde 1939, tras obtener la licenciatura en Derecho desempeñó el cargo de secretario general de Mututalidades Laborales como funcionario del Ministerio de Trabajo en Cáceres. Posteriormente obtuvo el doctorado en Derecho Romano.
Militante del Partido Socialista Obrero Español (PSOE) en 1977, colaboró con Pablo Castellano en la reorganización de la agrupación provincial del partido en Cáceres y en la creación de las Juventudes Socialistas en la provincia; militando en la corriente interna Izquierda Socialista.
Profesor en la Universidad de Extremadura. Cuarto presidente de la Asamblea de Extremadura. En 1983 sería nombrado consejero de Presidencia y Administración Territorial de la Junta de Extremadura, dejando el puesto en pocos meses al salir elegido concejal por el Ayuntamiento de Cáceres y presidente de la Diputación.
En 1995 fue elegido diputado autonómico por la provincia de Cáceres y, en 1997, alcanzó la Presidencia de la Asamblea de Extremadura.
Fue miembro del Consejo Consultivo de Extremadura entre 2003 y 2006.

## Libros publicados
- Extremadura 1983-2058: historia del futuro. Badajoz: Universitas Editorial, 1990. ISBN 84-85583-72-8
- Fusilamiento en Navidad: Antonio Canales, tiempo de república. Editora Regional de Extremadura, 1993. ISBN 84-7671-975-2
- Confidencias y semblanzas. Cáceres: Alfonso IX, 1994. ISBN 84-605-1306-8
- Extremadura, venial partitocracia. Badajoz: Universitas, 2004. ISBN 84-88938-65-9

## Cargos desempeñados
- Consejero de Presidencia de la Junta de Extremadua. (1983)
- Concejal del Ayuntamiento de Cáceres. (1983-1995)
- Presidente de la Diputación Provincial de Cáceres. (1983-1995)
- Diputado por la provincia de Cáceres en la Asamblea de Extremadura. (1995-2003)
- Presidente de la Asamblea de Extremadura. (1997-2003)